# Jonathan Clay
Jonathan Clay (Leeds, 26 de junio de 1963) es un deportista británico que compitió en ciclismo en las modalidades de pista, especialista en la prueba de persecución por equipos, y ruta.
Participó en los Juegos Olímpicos de Sídney 2000, obteniendo una medalla de bronce en la prueba de persecución por equipos (junto con Bryan Steel, Paul Manning, Bradley Wiggins y Chris Newton).
Ganó una medalla de plata en el Campeonato Mundial de Ciclismo en Pista de 2000, en persecución por equipos.

## Medallero internacional
| Juegos Olímpicos   | Juegos Olímpicos          | Juegos Olímpicos  | Juegos Olímpicos        |
| Año                | Lugar                     | Medalla           | Competición             |
| ------------------ | ------------------------- | ----------------- | ----------------------- |
| 2000               | Sídney ( Australia)       | Medalla de bronce | Persecución por equipos |
| Campeonato Mundial |                           |                   |                         |
| Año                | Lugar                     | Medalla           | Competición             |
| 2000               | Mánchester ( Reino Unido) | Medalla de plata  | Persecución por equipos |

1. ↑  Compitió en la ronda de clasificación.